# Olga Guerrieri
Olga Guerrieri (finals segle xix - primera meitat segle XX) fou una soprano.
Va tenir una carrera curta. Probablement va debutar el 1920 al Teatre Colón de Buenos Aires en "Die Walküre" de Richard Wagner. El mateix any ho va fer al Tetro Solis de Montevideo. Va cantar a Itàlia i diverses temporades al Gran Teatre del Liceu de Barcelona.